# Hor-Behedety
| G5 | F18 · D46 | X1 · O49 |

| G5 | F18 · D46 | X1 · O49 |

Hor-Behedety, Horbehedety, Hor Behutet, Heru-Behedety, Behdetite o Behedetite, en la mitología egipcia es una forma del dios Horus el Viejo. Fue documentado por primera vez en el Reino Antiguo. Tuvo estatus de culto especial en Edfu, ya que también apareció como una manifestación de Hor-heri-uadyef. Además, Harsiese, Harendotes, Behedeti y el halcón de Jnum también son conocidos como Hor-Behedeti.
| G5 | F18 · I10 | X1 · Z4 |

| G5 | F18 · I10 | X1 · Z4 |

Aparece por primera vez en la Dinastía III como un dios asociado con la entronización del rey en la fiesta Set, y también como el protector de la persona del rey. Aunque la mayoría de las evidencias tempranas asocian al dios con el Alto Egipto y Edfu, también está asociado con el Bajo Egipto

## Iconografía
| G5 | F18 · X1 · X1 | O49 |

| G5 | F18 · X1 · X1 | O49 |

Su nombre significa “El que es originario de Behedet” y es representado como el disco solar alado, con plumas multicolores, con dos ureos. Se le denomina “El de las plumas abigarradas”. Los griegos lo asociaron a su dios Apolo, y por eso, el nombre de Apolinópolis Magna dado a la ciudad de Edfu.
También es el “Señor del Cielo” y simboliza el sol cuando realiza su viaje diurno por el cielo. Y una divinidad apotropaica localizándose en los dinteles de las puertas de los templos y en la parte superior de las estelas.
En su representación antropomorfa con cabeza de halcón y doble corona, lleva el epíteto de “el arponeador”, por su aspecto guerrero contra Seth al que venció, por lo que llegó a ser el protector de la monarquía. En Edfu, que sería llamada la "Casa del combate" aparece como esposo de Hathor. En su honor se celebraba la “Fiesta de la Buena Reunión”, cuando anualmente, su esposa se desplazaba desde Dendera para unirse con él. Su descendencia incluye a Harsomtus y a Ihy.
También puede ser representado como un escarabeo alado o como una esfinge con cabeza de halcón. Además del lugar de culto principal en Edfu, fue adorado en Damanhur (Behedet del Norte), Tell Balamun, Filé, Mesen y Tanis. 